# いわき放射能市民測定室
いわき放射能市民測定室「たらちね」は、いわき市の民間の放射能測定NPO団体。

## 概要
- NPO団体名称：特定非営利活動法人いわき放射能市民測定室
- NPO所轄庁：	福島県
- NPO法人設立認証年月日：2012年12月03日
- NPO定款に記載された目的：この法人は、原発事故等の被曝者に対して、内部被曝をより低く抑えるために、食品等の放射能汚染を測定する機器を、市民自らの手で配備し、市民自ら測定する事業を行い、市民の命と健康を守ることを目的とする。

- 一般公称：いわき放射能市民測定室 たらちね
- 理事長：織田好孝[2]
- 事務局長：千葉薫[2]
- 英文公称：Mothers' Radiation Lab Fukushima [3]
- 住所：〒971-8162福島県いわき市小名浜花畑町11-3[4]
- 開所：休業日　毎週土曜日・日曜日・祝祭日[4]
- 開所時間：10時から16時[4]

## 履歴
- 東日本大震災：2011年3月11日
- 設立準備会議：2011年7月[5]
- 開所：2011年11月13日[6]
- 食料品開始：2011年11月14日
- ホールボディカウンター内部被曝の測定開始：2011年11月21日
- 土壌検査開始：2012年3月
- 『沖縄・球美の里』子ども保養プロジェクト開始：2012年7月[7]
- 甲状腺検査開始：2013年3月[8][9]
- ベータ線検査開始：2015年4月[8][10]

## 測定項目
- β線の測定
- ママベク測定報告(空間放射線量測定・ホットスポットファインダー)
- 砂浜放射能測定
- 食材放射能測定
- 土壌放射能測定
- 全身放射能測定
- 甲状腺検診

## 参照書籍資料
- うえいぶ48号：２０１５年３月３１日　ベータ線放出種の測定について／鈴木薫
- うえいぶ47号：２０１４年３月３１日　母親たちの測定行動／千葉由美
- うえいぶ46号：２０１３年３月３１日　「いわき放射能市民測定室・たらちね」奮闘中　織田好孝
- NPO法人 いわき放射能市民測定室「たらちね」たらちね通信　１～7号
- 日々の新聞　209号2011年11月15日いわき放射能市民測定室開設
- プロメテウスの罠　朝日新聞　たらちねの母：１～20（5月15日～6月3日)

## 参照サイト
- 日々の新聞　293号ＮＰＯ法人いわき放射能市民測定室「たらちね」β線測定開始
- ＮＰＯ法人いわき放射能市民測定室「たらちね」設立趣意書
- 特定非営利活動法人いわき放射能市民測定室登録内容

## 外部サイト
- NPO法人 いわき放射能市民測定室 たらちねHP
- Facebookいわき放射能市民測定室 たらちね
- Twitterいわき放射能市民測定室たらちね
- いわき放射能市民測定室たらちね英文HP
- NPO「いわき放射能市民測定室たらちね」事務局長 鈴木薫さん